# Coppa Davis 2022 - Fase finale
Le finali della Coppa Davis 2022 (Davis Cup Finals in inglese) sono state la fase finale della Coppa Davis 2022. La fase a gironi è stata disputata dal 14 al 18 settembre 2022 a Bologna, in Italia, sui campi in cemento indoor della Unipol Arena, a Glasgow, in Scozia, presso l'Emirates Arena, ad Amburgo, in Germania, all'Am Rothenbaum e al Pavelló Municipal Font de San Lluís di Valencia, in Spagna. La fase a eliminazione diretta si è disputata dal 21 al 27 novembre 2022 presso il Palacio de Deportes José María Martín Carpena di Malaga, in Spagna.
La Russia era la detentrice del titolo, ma è stata esclusa dalle competizioni tra nazioni in seguito all'invasione russa dell'Ucraina.
Il Canada ha battuto in finale l'Australia con il punteggio di 2-0.

## Squadre partecipanti
Le 16 squadre ammesse alla fase finale sono:
- Le 12 squadre che hanno vinto gli spareggi di qualificazione alla fase finale: Argentina, Australia, Belgio, Francia, Germania, Italia, Kazakistan, Corea del Sud, Paesi Bassi, Spagna, Svezia e Stati Uniti
- Una semifinalista dell'edizione precedente: Serbia
- La finalista dell'edizione precedente: Croazia
- Le 2 squadre a cui è stata assegnata una Wild card in base alla migliore classifica a squadre di Coppa Davis e al miglior ranking ATP dei suoi migliori giocatori:[5] Canada e Gran Bretagna.

| Partecipanti | Partecipanti    | Partecipanti    | Partecipanti |
| Argentina | Australia       | Croazia (2021F) | Francia      |
| Paesi Bassi | Serbia (2021SF) | Corea del Sud   | Spagna (H)   |
| Gran Bretagna (WC) (H) | Italia (H)      | Belgio          | Svezia       |
| Kazakistan | Germania (H)    | Stati Uniti     | Canada (WC)  |
| --- | --------------- | --------------- | ------------ |
| H = Paesi ospitanti, 2021, F = Finalista del 2021, WC = Wild Card, 2021, SF = Semifinalista del 2021 con il ranking più alto |                 |                 |              |

## Sorteggio
Il sorteggio dei gironi si è svolto il 26 aprile 2022 a Malaga, in Spagna. Le 16 squadre sono state divise in 4 gironi da quattro squadre ciascuno. Le teste di serie sono state assegnate in base al ranking del 7 marzo 2022. Nella prima urna sono state inserite le prime sei teste di serie che comprendevano le finaliste dell'edizione 2021 e altre due con la posizione più alta nel ranking a squadre di Coppa Davis. Le 12 squadre rimanenti sono state distribuite tra la seconda e la quarta urna e sorteggiate nei vari gruppi. Le quattro nazioni ospitanti sono state inserite in gironi differenti.
| 1ª urna                                        | 2ª urna                                          | 3ª urna                                           | 4ª urna                                                    |
| ---------------------------------------------- | ------------------------------------------------ | ------------------------------------------------- | ---------------------------------------------------------- |
| 1. Croazia 2. Spagna 3. Francia 4. Stati Uniti | 5. Germania 6. Canada 7. Italia 8. Gran Bretagna | 9. Kazakistan 10. Belgio 11. Serbia 12. Argentina | 13. Svezia 14. Australia 15. Paesi Bassi 16. Corea del Sud |

## Formato
Ogni confronto tra le squadre comprende due incontri di singolare e uno di doppio, tutti giocati nella stessa giornata. Ogni incontro si gioca al meglio di tre set, ognuno dei quali prevede l'eventuale tie-break. Ogni sfida tra le squadre nel Round Robin assegna un punto nella classifica del gruppo alla squadra vincitrice. Le prime due di ciascun gruppo hanno accesso alla fase a eliminazione diretta. Nel caso due o tre squadre terminassero il girone a pari punti, per determinare le posizioni finali si tiene conto dei seguenti criteri:
1. La più alta percentuale di match vinti
2. La più alta percentuale di set vinti
3. La più alta percentuale di game vinti
4. In caso di ulteriore parità, passeranno ai quarti di finale le squadre con la più alta posizione nel ranking delle nazioni di Coppa Davis il lunedì della settimana in cui si gioca la fase finale.

Nei quarti di finale si affrontano le seguenti squadre:
1. La vincente del girone A contro la seconda del girone D
2. La vincente del girone C contro la seconda del girone B
3. La vincente del girone D contro la seconda del girone C
4. La vincente del girone B contro la seconda del girone A

| Giorno                      | Turno            | Numero di squadre                         |
| --------------------------- | ---------------- | ----------------------------------------- |
| 14 settembre - 18 settembre | Round Robin      | 16 (4 gruppi da 4 squadre)                |
| 21 novembre - 24 novembre   | Quarti di finale | 8 (le vincenti e le seconde dei 4 gruppi) |
| 25 novembre - 26 novembre   | Semifinali       | 4                                         |
| 27 novembre                 | Finale           | 2                                         |

Le 4 semifinaliste sono automaticamente qualificate per la fase finale 2023, tutte le altre, ad eccezione delle 2 entrate con la wild card, sono ammesse agli spareggi di qualificazione alla fase finale 2023.

## Fase a gironi

### Gruppo A
Gli incontri del Gruppo A si sono disputati a Bologna.
| Pos. | Nazione   | Punti | Match V–P | Set V–P | Game V–P |
| ---- | --------- | ----- | --------- | ------- | -------- |
| 1    | Italia    | 3     | 7-2       | 16-7    | 125-98   |
| 2    | Croazia   | 2     | 5-4       | 12-10   | 110-108  |
| 3    | Svezia    | 1     | 4-5       | 10-12   | 105-109  |
| 4    | Argentina | 0     | 2-7       | 7-16    | 98-120   |

#### Argentina vs. Svezia
| Argentina 1 | Unipol Arena, Bologna, Italia 13 settembre 2022 Cemento (indoor) | Unipol Arena, Bologna, Italia 13 settembre 2022 Cemento (indoor) | Svezia 2 |     |      |  |
| \| \| \| \| 1 \| 2 \| 3 \| \| \| - \| \| --------------------------------------------------------------- \| --- \| --- \| ---- \| \| \| 1 \| \| Sebastián Báez Elias Ymer \| 4 6 \| 6 3 \| 64 7 \| \| \| 2 \| \| Diego Schwartzman Mikael Ymer \| 2 6 \| 2 6 \| \| \| \| 3 \| \| Máximo González / Horacio Zeballos André Göransson / Elias Ymer \| 3 6 \| 6 3 \| 6 2 \| \| |                                                                  |                                                                  |          |     |      |  |
| |                                                                  |                                                                  | 1        | 2   | 3    |  |
| 1 | Argentina (bandiera) · Svezia (bandiera)                         | Sebastián Báez Elias Ymer                                        | 4 6      | 6 3 | 64 7 |  |
| 2 | Argentina (bandiera) · Svezia (bandiera)                         | Diego Schwartzman Mikael Ymer                                    | 2 6      | 2 6 |      |  |
| 3 | Argentina (bandiera) · Svezia (bandiera)                         | Máximo González / Horacio Zeballos André Göransson / Elias Ymer  | 3 6      | 6 3 | 6 2  |  |

#### Croazia vs. Italia
| Croazia 0 | Unipol Arena, Bologna, Italia 14 settembre 2022 Cemento (indoor) | Unipol Arena, Bologna, Italia 14 settembre 2022 Cemento (indoor) | Italia 3 |     |      |  |
| \| \| \| \| 1 \| 2 \| 3 \| \| \| - \| \| --------------------------------------------------------- \| ---- \| --- \| ---- \| \| \| 1 \| \| Borna Gojo Lorenzo Musetti \| 4 6 \| 2 6 \| \| \| \| 2 \| \| Borna Ćorić Matteo Berrettini \| 7 64 \| 2 6 \| 1 6 \| \| \| 3 \| \| Nikola Mektić / Mate Pavić Simone Bolelli / Fabio Fognini \| 6 3 \| 5 7 \| 63 7 \| \| |                                                                  |                                                                  |          |     |      |  |
| |                                                                  |                                                                  | 1        | 2   | 3    |  |
| 1 | Croazia (bandiera) · Italia (bandiera)                           | Borna Gojo Lorenzo Musetti                                       | 4 6      | 2 6 |      |  |
| 2 | Croazia (bandiera) · Italia (bandiera)                           | Borna Ćorić Matteo Berrettini                                    | 7 64     | 2 6 | 1 6  |  |
| 3 | Croazia (bandiera) · Italia (bandiera)                           | Nikola Mektić / Mate Pavić Simone Bolelli / Fabio Fognini        | 6 3      | 5 7 | 63 7 |  |

#### Croazia vs. Svezia
| Croazia 2 | Unipol Arena, Bologna, Italia 15 settembre 2022 Cemento (indoor) | Unipol Arena, Bologna, Italia 15 settembre 2022 Cemento (indoor) | Svezia 1 |      |     |  |
| \| \| \| \| 1 \| 2 \| 3 \| \| \| - \| \| --------------------------------------------------- \| --- \| ---- \| --- \| \| \| 1 \| \| Borna Gojo Elias Ymer \| 2 6 \| 62 7 \| \| \| \| 2 \| \| Borna Ćorić Mikael Ymer \| 6 4 \| 3 6 \| 6 3 \| \| \| 3 \| \| Nikola Mektić / Mate Pavić Mikael Ymer / Elias Ymer \| 7 5 \| 6 3 \| \| \| |                                                                  |                                                                  |          |      |     |  |
| |                                                                  |                                                                  | 1        | 2    | 3   |  |
| 1 | Croazia (bandiera) · Svezia (bandiera)                           | Borna Gojo Elias Ymer                                            | 2 6      | 62 7 |     |  |
| 2 | Croazia (bandiera) · Svezia (bandiera)                           | Borna Ćorić Mikael Ymer                                          | 6 4      | 3 6  | 6 3 |  |
| 3 | Croazia (bandiera) · Svezia (bandiera)                           | Nikola Mektić / Mate Pavić Mikael Ymer / Elias Ymer              | 7 5      | 6 3  |     |  |

#### Argentina vs. Italia
| Argentina 1 | Unipol Arena, Bologna, Italia 16 settembre 2022 Cemento (indoor) | Unipol Arena, Bologna, Italia 16 settembre 2022 Cemento (indoor)  | Italia 2 |     |     |  |
| \| \| \| \| 1 \| 2 \| 3 \| \| \| - \| \| ----------------------------------------------------------------- \| --- \| --- \| --- \| \| \| 1 \| \| Sebastián Báez Matteo Berrettini \| 2 6 \| 3 6 \| \| \| \| 2 \| \| Francisco Cerúndolo Jannik Sinner \| 5 7 \| 6 1 \| 3 6 \| \| \| 3 \| \| Máximo González / Horacio Zeballos Simone Bolelli / Fabio Fognini \| 7 5 \| 2 6 \| 6 3 \| \| |                                                                  |                                                                   |          |     |     |  |
| |                                                                  |                                                                   | 1        | 2   | 3   |  |
| 1 | Argentina (bandiera) · Italia (bandiera)                         | Sebastián Báez Matteo Berrettini                                  | 2 6      | 3 6 |     |  |
| 2 | Argentina (bandiera) · Italia (bandiera)                         | Francisco Cerúndolo Jannik Sinner                                 | 5 7      | 6 1 | 3 6 |  |
| 3 | Argentina (bandiera) · Italia (bandiera)                         | Máximo González / Horacio Zeballos Simone Bolelli / Fabio Fognini | 7 5      | 2 6 | 6 3 |  |

#### Argentina vs. Croazia
| Argentina 0 | Unipol Arena, Bologna, Italia 17 settembre 2022 Cemento (indoor) | Unipol Arena, Bologna, Italia 17 settembre 2022 Cemento (indoor) | Croazia 3 |     |     |  |
| \| \| \| \| 1 \| 2 \| 3 \| \| \| - \| \| ------------------------------------------------------------- \| --- \| --- \| --- \| \| \| 1 \| \| Sebastián Báez Borna Gojo \| 1 6 \| 6 3 \| 3 6 \| \| \| 2 \| \| Francisco Cerúndolo Borna Ćorić \| 4 6 \| 6 7 \| \| \| \| 3 \| \| Máximo González / Horacio Zeballos Nikola Mektić / Mate Pavić \| 2 6 \| 5 7 \| \| \| |                                                                  |                                                                  |           |     |     |  |
| |                                                                  |                                                                  | 1         | 2   | 3   |  |
| 1 | Argentina (bandiera) · Croazia (bandiera)                        | Sebastián Báez Borna Gojo                                        | 1 6       | 6 3 | 3 6 |  |
| 2 | Argentina (bandiera) · Croazia (bandiera)                        | Francisco Cerúndolo Borna Ćorić                                  | 4 6       | 6 7 |     |  |
| 3 | Argentina (bandiera) · Croazia (bandiera)                        | Máximo González / Horacio Zeballos Nikola Mektić / Mate Pavić    | 2 6       | 5 7 |     |  |

#### Italia vs. Svezia
| Italia 2 | Unipol Arena, Bologna, Italia 18 settembre 2022 Cemento (indoor) | Unipol Arena, Bologna, Italia 18 settembre 2022 Cemento (indoor)        | Svezia 1 |     |     |  |
| \| \| \| \| 1 \| 2 \| 3 \| \| \| - \| \| ----------------------------------------------------------------------- \| ---- \| --- \| --- \| \| \| 1 \| \| Matteo Berrettini Elias Ymer \| 6 4 \| 6 4 \| \| \| \| 2 \| \| Jannik Sinner Mikael Ymer \| 4 6 \| 6 3 \| 3 6 \| \| \| 3 \| \| Simone Bolelli / Fabio Fognini André Göransson / Dragoș Nicolae Mădăraș \| 7 61 \| 6 2 \| \| \| |                                                                  |                                                                         |          |     |     |  |
| |                                                                  |                                                                         | 1        | 2   | 3   |  |
| 1 | Italia (bandiera) · Svezia (bandiera)                            | Matteo Berrettini Elias Ymer                                            | 6 4      | 6 4 |     |  |
| 2 | Italia (bandiera) · Svezia (bandiera)                            | Jannik Sinner Mikael Ymer                                               | 4 6      | 6 3 | 3 6 |  |
| 3 | Italia (bandiera) · Svezia (bandiera)                            | Simone Bolelli / Fabio Fognini André Göransson / Dragoș Nicolae Mădăraș | 7 61     | 6 2 |     |  |

### Gruppo B
Gli incontri del Gruppo B si sono disputati a Valencia.
| Pos. | Nazione       | Punti | Match V–P | Set V–P | Game V–P |
| ---- | ------------- | ----- | --------- | ------- | -------- |
| 1    | Spagna        | 2     | 7–2       | 16–8    | 132–113  |
| 2    | Canada        | 2     | 5–4       | 11–12   | 108–115  |
| 3    | Serbia        | 2     | 4–5       | 10–10   | 101-88   |
| 4    | Corea del Sud | 0     | 2–7       | 7–14    | 90–115   |

#### Canada vs. Corea del Sud
| Canada 2 | Pavelló Municipal Font de San Lluís, Valencia, Spagna 13 settembre 2022 Cemento (indoor) | Pavelló Municipal Font de San Lluís, Valencia, Spagna 13 settembre 2022 Cemento (indoor) | Corea del Sud 1 |     |      |  |
| \| \| \| \| 1 \| 2 \| 3 \| \| \| - \| \| ----------------------------------------------------------------- \| ---- \| --- \| ---- \| \| \| 1 \| \| Vasek Pospisil Hong Seong-chan \| 4 6 \| 6 1 \| 7 65 \| \| \| 2 \| \| Félix Auger-Aliassime Kwon Soon-woo \| 65 7 \| 3 6 \| \| \| \| 3 \| \| Félix Auger-Aliassime / Vasek Pospisil Nam Ji-sung / Song Min-kyu \| 7 5 \| 5 7 \| 6 3 \| \| |                                                                                          |                                                                                          |                 |     |      |  |
| |                                                                                          |                                                                                          | 1               | 2   | 3    |  |
| 1 | Canada (bandiera) · Corea del Sud (bandiera)                                             | Vasek Pospisil Hong Seong-chan                                                           | 4 6             | 6 1 | 7 65 |  |
| 2 | Canada (bandiera) · Corea del Sud (bandiera)                                             | Félix Auger-Aliassime Kwon Soon-woo                                                      | 65 7            | 3 6 |      |  |
| 3 | Canada (bandiera) · Corea del Sud (bandiera)                                             | Félix Auger-Aliassime / Vasek Pospisil Nam Ji-sung / Song Min-kyu                        | 7 5             | 5 7 | 6 3  |  |

#### Spagna vs. Serbia
| Spagna 3 | Pavelló Municipal Font de San Lluís, Valencia, Spagna 14 settembre 2022 Cemento (indoor) | Pavelló Municipal Font de San Lluís, Valencia, Spagna 14 settembre 2022 Cemento (indoor) | Serbia 0 |      |     |  |
| \| \| \| \| 1 \| 2 \| 3 \| \| \| - \| \| --------------------------------------------------------------- \| ---- \| ---- \| --- \| \| \| 1 \| \| Albert Ramos Viñolas Laslo Đere \| 2 6 \| 7 65 \| 7 5 \| \| \| 2 \| \| Roberto Bautista Agut Miomir Kecmanović \| 7 65 \| 7 65 \| \| \| \| 3 \| \| Marcel Granollers / Pedro Martínez Nikola Ćaćić / Dušan Lajović \| 65 7 \| 6 2 \| 6 2 \| \| |                                                                                          |                                                                                          |          |      |     |  |
| |                                                                                          |                                                                                          | 1        | 2    | 3   |  |
| 1 | Spagna (bandiera) · Serbia (bandiera)                                                    | Albert Ramos Viñolas Laslo Đere                                                          | 2 6      | 7 65 | 7 5 |  |
| 2 | Spagna (bandiera) · Serbia (bandiera)                                                    | Roberto Bautista Agut Miomir Kecmanović                                                  | 7 65     | 7 65 |     |  |
| 3 | Spagna (bandiera) · Serbia (bandiera)                                                    | Marcel Granollers / Pedro Martínez Nikola Ćaćić / Dušan Lajović                          | 65 7     | 6 2  | 6 2 |  |

#### Corea del Sud vs. Serbia
| Corea del Sud 1 | Pavelló Municipal Font de San Lluís, Valencia, Spagna 15 settembre 2022 Cemento (indoor) | Pavelló Municipal Font de San Lluís, Valencia, Spagna 15 settembre 2022 Cemento (indoor) | Serbia 2 |     |   |  |
| \| \| \| \| 1 \| 2 \| 3 \| \| \| - \| \| ---------------------------------------------------------- \| --- \| --- \| - \| \| \| 1 \| \| Hong Seong-chan Dušan Lajović \| 4 6 \| 0 6 \| \| \| \| 2 \| \| Kwon Soon-woo Miomir Kecmanović \| 3 6 \| 4 6 \| \| \| \| 3 \| \| Nam Ji-sung / Song Min-kyu Nikola Ćaćić / Filip Krajinović \| 6 4 \| 6 2 \| \| \| |                                                                                          |                                                                                          |          |     |   |  |
| |                                                                                          |                                                                                          | 1        | 2   | 3 |  |
| 1 | Corea del Sud (bandiera) · Serbia (bandiera)                                             | Hong Seong-chan Dušan Lajović                                                            | 4 6      | 0 6 |   |  |
| 2 | Corea del Sud (bandiera) · Serbia (bandiera)                                             | Kwon Soon-woo Miomir Kecmanović                                                          | 3 6      | 4 6 |   |  |
| 3 | Corea del Sud (bandiera) · Serbia (bandiera)                                             | Nam Ji-sung / Song Min-kyu Nikola Ćaćić / Filip Krajinović                               | 6 4      | 6 2 |   |  |

#### Spagna vs. Canada
| Spagna 1 | Pavelló Municipal Font de San Lluís, Valencia, Spagna 16 settembre 2022 Cemento (indoor) | Pavelló Municipal Font de San Lluís, Valencia, Spagna 16 settembre 2022 Cemento (indoor) | Canada 2 |     |     |  |
| \| \| \| \| 1 \| 2 \| 3 \| \| \| - \| \| ------------------------------------------------------------------------- \| ---- \| --- \| --- \| \| \| 1 \| \| Roberto Bautista Agut Vasek Pospisil \| 3 6 \| 6 3 \| 6 3 \| \| \| 2 \| \| Carlos Alcaraz Félix Auger-Aliassime \| 7 63 \| 4 6 \| 2 6 \| \| \| 3 \| \| Marcel Granollers / Pedro Martínez Félix Auger-Aliassime / Vasek Pospisil \| 6 4 \| 4 6 \| 5 7 \| \| |                                                                                          |                                                                                          |          |     |     |  |
| |                                                                                          |                                                                                          | 1        | 2   | 3   |  |
| 1 | Spagna (bandiera) · Canada (bandiera)                                                    | Roberto Bautista Agut Vasek Pospisil                                                     | 3 6      | 6 3 | 6 3 |  |
| 2 | Spagna (bandiera) · Canada (bandiera)                                                    | Carlos Alcaraz Félix Auger-Aliassime                                                     | 7 63     | 4 6 | 2 6 |  |
| 3 | Spagna (bandiera) · Canada (bandiera)                                                    | Marcel Granollers / Pedro Martínez Félix Auger-Aliassime / Vasek Pospisil                | 6 4      | 4 6 | 5 7 |  |

#### Serbia vs. Canada
| Serbia 2 | Pavelló Municipal Font de San Lluís, Valencia, Spagna 17 settembre 2022 Cemento (indoor) | Pavelló Municipal Font de San Lluís, Valencia, Spagna 17 settembre 2022 Cemento (indoor) | Canada 1 |     |   |        |
| \| \| \| \| 1 \| 2 \| 3 \| \| \| - \| \| ---------------------------------------------------------------------- \| --- \| --- \| - \| ------ \| \| 1 \| \| Laslo Đere Gabriel Diallo \| 6 2 \| 6 2 \| \| \| \| 2 \| \| Miomir Kecmanović Félix Auger-Aliassime \| 3 6 \| 4 6 \| \| \| \| 3 \| \| Miomir Kecmanović / Filip Krajinović Alexis Galarneau / Vasek Pospisil \| 2 1 \| \| \| ritiro \| |                                                                                          |                                                                                          |          |     |   |        |
| |                                                                                          |                                                                                          | 1        | 2   | 3 |        |
| 1 | Serbia (bandiera) · Canada (bandiera)                                                    | Laslo Đere Gabriel Diallo                                                                | 6 2      | 6 2 |   |        |
| 2 | Serbia (bandiera) · Canada (bandiera)                                                    | Miomir Kecmanović Félix Auger-Aliassime                                                  | 3 6      | 4 6 |   |        |
| 3 | Serbia (bandiera) · Canada (bandiera)                                                    | Miomir Kecmanović / Filip Krajinović Alexis Galarneau / Vasek Pospisil                   | 2 1      |     |   | ritiro |

Nota: La vittoria per 2-1 rit. della coppia Kecmanović/Krajinović sulla coppia Galarneau/Pospisil viene conteggiata come una vittoria per 6–1, 6–0.

#### Spagna vs. Corea del Sud
| Spagna 3 | Pavelló Municipal Font de San Lluís, Valencia 18 settembre 2022 Cemento (indoor) | Pavelló Municipal Font de San Lluís, Valencia 18 settembre 2022 Cemento (indoor) | Corea del Sud 0 |      |     |  |
| \| \| \| \| 1 \| 2 \| 3 \| \| \| - \| \| ------------------------------------------------------------- \| --- \| ---- \| --- \| \| \| 1 \| \| Roberto Bautista Agut Hong Seong-chan \| 6 1 \| 6 3 \| \| \| \| 2 \| \| Carlos Alcaraz Kwon Soon-woo \| 6 4 \| 7 61 \| \| \| \| 3 \| \| Marcel Granollers / Pedro Martínez Nam Ji-sung / Song Min-kyu \| 7 5 \| 3 6 \| 6 1 \| \| |                                                                                  |                                                                                  |                 |      |     |  |
| |                                                                                  |                                                                                  | 1               | 2    | 3   |  |
| 1 | Spagna (bandiera) · Corea del Sud (bandiera)                                     | Roberto Bautista Agut Hong Seong-chan                                            | 6 1             | 6 3  |     |  |
| 2 | Spagna (bandiera) · Corea del Sud (bandiera)                                     | Carlos Alcaraz Kwon Soon-woo                                                     | 6 4             | 7 61 |     |  |
| 3 | Spagna (bandiera) · Corea del Sud (bandiera)                                     | Marcel Granollers / Pedro Martínez Nam Ji-sung / Song Min-kyu                    | 7 5             | 3 6  | 6 1 |  |

### Gruppo C
| Pos. | Nazione   | Punti | Match V–P | Set V–P | Game V–P |
| ---- | --------- | ----- | --------- | ------- | -------- |
| 1    | Germania  | 3     | 6-3       | 13-9    | 115-108  |
| 2    | Australia | 2     | 6-3       | 12-8    | 95-86    |
| 3    | Francia   | 1     | 4-5       | 12-10   | 112–101  |
| 4    | Belgio    | 0     | 2-7       | 6-16    | 93-120   |

#### Belgio vs. Australia
| Belgio 0 | Am Rothenbaum, Amburgo, Germania 13 settembre 2022 Cemento (indoor) | Am Rothenbaum, Amburgo, Germania 13 settembre 2022 Cemento (indoor) | Australia 3 |     |     |  |
| \| \| \| \| 1 \| 2 \| 3 \| \| \| - \| \| -------------------------------------------------------- \| --- \| --- \| --- \| \| \| 1 \| \| Zizou Bergs Jason Kubler \| 4 6 \| 6 1 \| 3 6 \| \| \| 2 \| \| David Goffin Alex de Minaur \| 2 6 \| 2 6 \| \| \| \| 3 \| \| Sander Gillé / Joran Vliegen Matthew Ebden / Max Purcell \| 1 6 \| 3 6 \| \| \| |                                                                     |                                                                     |             |     |     |  |
| |                                                                     |                                                                     | 1           | 2   | 3   |  |
| 1 | Belgio (bandiera) · Australia (bandiera)                            | Zizou Bergs Jason Kubler                                            | 4 6         | 6 1 | 3 6 |  |
| 2 | Belgio (bandiera) · Australia (bandiera)                            | David Goffin Alex de Minaur                                         | 2 6         | 2 6 |     |  |
| 3 | Belgio (bandiera) · Australia (bandiera)                            | Sander Gillé / Joran Vliegen Matthew Ebden / Max Purcell            | 1 6         | 3 6 |     |  |

#### Francia vs. Germania
| Francia 1 | Am Rothenbaum, Amburgo, Germania 14 settembre 2022 Cemento (indoor) | Am Rothenbaum, Amburgo, Germania 14 settembre 2022 Cemento (indoor) | Germania 2 |     |      |  |
| \| \| \| \| 1 \| 2 \| 3 \| \| \| - \| \| ------------------------------------------------------------ \| --- \| --- \| ---- \| \| \| 1 \| \| Benjamin Bonzi Jan-Lennard Struff \| 4 6 \| 6 2 \| 5 7 \| \| \| 2 \| \| Adrian Mannarino Oscar Otte \| 6 4 \| 6 3 \| \| \| \| 3 \| \| Nicolas Mahut / Arthur Rinderknech Kevin Krawietz / Tim Pütz \| 2 6 \| 6 3 \| 61 7 \| \| |                                                                     |                                                                     |            |     |      |  |
| |                                                                     |                                                                     | 1          | 2   | 3    |  |
| 1 | Francia (bandiera) · Germania (bandiera)                            | Benjamin Bonzi Jan-Lennard Struff                                   | 4 6        | 6 2 | 5 7  |  |
| 2 | Francia (bandiera) · Germania (bandiera)                            | Adrian Mannarino Oscar Otte                                         | 6 4        | 6 3 |      |  |
| 3 | Francia (bandiera) · Germania (bandiera)                            | Nicolas Mahut / Arthur Rinderknech Kevin Krawietz / Tim Pütz        | 2 6        | 6 3 | 61 7 |  |

#### Francia vs. Australia
| Francia 1 | Am Rothenbaum, Amburgo, Germania 15 settembre 2022 Cemento (indoor) | Am Rothenbaum, Amburgo, Germania 15 settembre 2022 Cemento (indoor) | Australia 2 |     |     |  |
| \| \| \| \| 1 \| 2 \| 3 \| \| \| - \| \| -------------------------------------------------------------- \| --- \| --- \| --- \| \| \| 1 \| \| Richard Gasquet Jason Kubler \| 6 2 \| 6 4 \| \| \| \| 2 \| \| Benjamin Bonzi Alex de Minaur \| 3 6 \| 6 1 \| 4 6 \| \| \| 3 \| \| Nicolas Mahut / Arthur Rinderknech Matthew Ebden / Max Purcell \| 4 6 \| 4 6 \| \| \| |                                                                     |                                                                     |             |     |     |  |
| |                                                                     |                                                                     | 1           | 2   | 3   |  |
| 1 | Francia (bandiera) · Australia (bandiera)                           | Richard Gasquet Jason Kubler                                        | 6 2         | 6 4 |     |  |
| 2 | Francia (bandiera) · Australia (bandiera)                           | Benjamin Bonzi Alex de Minaur                                       | 3 6         | 6 1 | 4 6 |  |
| 3 | Francia (bandiera) · Australia (bandiera)                           | Nicolas Mahut / Arthur Rinderknech Matthew Ebden / Max Purcell      | 4 6         | 4 6 |     |  |

#### Germania vs. Belgio
| Germania 2 | Am Rothenbaum, Amburgo, Germania 16 settembre 2022 Cemento (indoor) | Am Rothenbaum, Amburgo, Germania 16 settembre 2022 Cemento (indoor) | Belgio 1 |     |      |  |
| \| \| \| \| 1 \| 2 \| 3 \| \| \| - \| \| ------------------------------------------------------ \| --- \| --- \| ---- \| \| \| 1 \| \| Jan-Lennard Struff Zizou Bergs \| 4 6 \| 6 2 \| 5 7 \| \| \| 2 \| \| Oscar Otte David Goffin \| 6 4 \| 6 3 \| \| \| \| 3 \| \| Kevin Krawietz / Tim Pütz Sander Gillé / Joran Vliegen \| 4 6 \| 6 2 \| 7 65 \| \| |                                                                     |                                                                     |          |     |      |  |
| |                                                                     |                                                                     | 1        | 2   | 3    |  |
| 1 | Germania (bandiera) · Belgio (bandiera)                             | Jan-Lennard Struff Zizou Bergs                                      | 4 6      | 6 2 | 5 7  |  |
| 2 | Germania (bandiera) · Belgio (bandiera)                             | Oscar Otte David Goffin                                             | 6 4      | 6 3 |      |  |
| 3 | Germania (bandiera) · Belgio (bandiera)                             | Kevin Krawietz / Tim Pütz Sander Gillé / Joran Vliegen              | 4 6      | 6 2 | 7 65 |  |

#### Francia vs. Belgio
| Francia 2 | Am Rothenbaum, Amburgo, Germania 17 settembre 2022 Cemento (indoor) | Am Rothenbaum, Amburgo, Germania 17 settembre 2022 Cemento (indoor) | Belgio 1 |     |     |  |
| \| \| \| \| 1 \| 2 \| 3 \| \| \| - \| \| --------------------------------------------------------------- \| --- \| --- \| --- \| \| \| 1 \| \| Richard Gasquet Michael Geerts \| 6 3 \| 6 3 \| \| \| \| 2 \| \| Benjamin Bonzi David Goffin \| 3 6 \| 7 5 \| 3 6 \| \| \| 3 \| \| Nicolas Mahut / Arthur Rinderknech Sander Gillé / Joran Vliegen \| 6 3 \| 7 6 \| \| \| |                                                                     |                                                                     |          |     |     |  |
| |                                                                     |                                                                     | 1        | 2   | 3   |  |
| 1 | Francia (bandiera) · Belgio (bandiera)                              | Richard Gasquet Michael Geerts                                      | 6 3      | 6 3 |     |  |
| 2 | Francia (bandiera) · Belgio (bandiera)                              | Benjamin Bonzi David Goffin                                         | 3 6      | 7 5 | 3 6 |  |
| 3 | Francia (bandiera) · Belgio (bandiera)                              | Nicolas Mahut / Arthur Rinderknech Sander Gillé / Joran Vliegen     | 6 3      | 7 6 |     |  |

#### Germania vs. Australia
| Germania 2 | Am Rothenbaum, Amburgo, Germania 18 settembre 2022 Cemento (indoor) | Am Rothenbaum, Amburgo, Germania 18 settembre 2022 Cemento (indoor) | Australia 1 |     |   |  |
| \| \| \| \| 1 \| 2 \| 3 \| \| \| - \| \| ----------------------------------------------------- \| --- \| --- \| - \| \| \| 1 \| \| Jan-Lennard Struff Max Purcell \| 6 1 \| 7 5 \| \| \| \| 2 \| \| Oscar Otte Thanasi Kokkinakis \| 6 7 \| 1 6 \| \| \| \| 3 \| \| Kevin Krawietz / Tim Pütz Matthew Ebden / Max Purcell \| 6 4 \| 6 4 \| \| \| |                                                                     |                                                                     |             |     |   |  |
| |                                                                     |                                                                     | 1           | 2   | 3 |  |
| 1 | Germania (bandiera) · Australia (bandiera)                          | Jan-Lennard Struff Max Purcell                                      | 6 1         | 7 5 |   |  |
| 2 | Germania (bandiera) · Australia (bandiera)                          | Oscar Otte Thanasi Kokkinakis                                       | 6 7         | 1 6 |   |  |
| 3 | Germania (bandiera) · Australia (bandiera)                          | Kevin Krawietz / Tim Pütz Matthew Ebden / Max Purcell               | 6 4         | 6 4 |   |  |

### Gruppo D
Gli incontri del Gruppo D si sono disputati a Glasgow.
| Pos. | Nazione       | Punti | Match V–P | Set V–P | Game V–P |
| ---- | ------------- | ----- | --------- | ------- | -------- |
| 1    | Paesi Bassi   | 3     | 6-3       | 14-9    | 125-106  |
| 2    | Stati Uniti   | 2     | 5-4       | 11-12   | 123-122  |
| 3    | Gran Bretagna | 1     | 4-5       | 11-12   | 119-128  |
| 4    | Kazakistan    | 0     | 3-6       | 10-13   | 105-116  |

#### Kazakistan vs. Paesi Bassi
| Kazakistan 1 | Emirates Arena, Glasgow, Regno Unito 13 settembre 2022 Cemento (indoor) | Emirates Arena, Glasgow, Regno Unito 13 settembre 2022 Cemento (indoor)   | Paesi Bassi 2 |     |     |  |
| \| \| \| \| 1 \| 2 \| 3 \| \| \| - \| \| ------------------------------------------------------------------------- \| --- \| --- \| --- \| \| \| 1 \| \| Michail Kukuškin Tallon Griekspoor \| 1 6 \| 6 3 \| 3 6 \| \| \| 2 \| \| Aleksandr Bublik Botic van de Zandschulp \| 6 3 \| 1 6 \| 4 6 \| \| \| 3 \| \| Aleksandr Bublik / Oleksandr Nedovjesov Wesley Koolhof / Matwé Middelkoop \| 6 4 \| 1 6 \| 6 3 \| \| |                                                                         |                                                                           |               |     |     |  |
| |                                                                         |                                                                           | 1             | 2   | 3   |  |
| 1 | Kazakistan (bandiera) · Paesi Bassi (bandiera)                          | Michail Kukuškin Tallon Griekspoor                                        | 1 6           | 6 3 | 3 6 |  |
| 2 | Kazakistan (bandiera) · Paesi Bassi (bandiera)                          | Aleksandr Bublik Botic van de Zandschulp                                  | 6 3           | 1 6 | 4 6 |  |
| 3 | Kazakistan (bandiera) · Paesi Bassi (bandiera)                          | Aleksandr Bublik / Oleksandr Nedovjesov Wesley Koolhof / Matwé Middelkoop | 6 4           | 1 6 | 6 3 |  |

#### Stati Uniti vs. Gran Bretagna
| Stati Uniti 2 | Emirates Arena, Glasgow, Regno Unito 14 settembre 2022 Cemento (indoor) | Emirates Arena, Glasgow, Regno Unito 14 settembre 2022 Cemento (indoor) | Gran Bretagna 1 |      |     |  |
| \| \| \| \| 1 \| 2 \| 3 \| \| \| - \| \| -------------------------------------------------- \| --- \| ---- \| --- \| \| \| 1 \| \| Tommy Paul Daniel Evans \| 6 4 \| 4 6 \| 6 4 \| \| \| 2 \| \| Taylor Fritz Cameron Norrie \| 6 2 \| 62 7 \| 5 7 \| \| \| 3 \| \| Rajeev Ram / Jack Sock Andy Murray / Joe Salisbury \| 5 7 \| 6 4 \| 7 5 \| \| |                                                                         |                                                                         |                 |      |     |  |
| |                                                                         |                                                                         | 1               | 2    | 3   |  |
| 1 | Stati Uniti (bandiera) · Gran Bretagna (bandiera)                       | Tommy Paul Daniel Evans                                                 | 6 4             | 4 6  | 6 4 |  |
| 2 | Stati Uniti (bandiera) · Gran Bretagna (bandiera)                       | Taylor Fritz Cameron Norrie                                             | 6 2             | 62 7 | 5 7 |  |
| 3 | Stati Uniti (bandiera) · Gran Bretagna (bandiera)                       | Rajeev Ram / Jack Sock Andy Murray / Joe Salisbury                      | 5 7             | 6 4  | 7 5 |  |

#### Stati Uniti vs. Kazakistan
| Stati Uniti 2 | Emirates Arena, Glasgow, Regno Unito 15 settembre 2022 Cemento (indoor) | Emirates Arena, Glasgow, Regno Unito 15 settembre 2022 Cemento (indoor) | Kazakistan 1 |     |     |  |
| \| \| \| \| 1 \| 2 \| 3 \| \| \| - \| \| -------------------------------------------------------------- \| --- \| --- \| --- \| \| \| 1 \| \| Tommy Paul Michail Kukuškin \| 6 1 \| 6 4 \| \| \| \| 2 \| \| Taylor Fritz Aleksandr Bublik \| 7 6 \| 1 6 \| 6 3 \| \| \| 3 \| \| Rajeev Ram / Jack Sock Aleksandr Bublik / Oleksandr Nedovjesov \| 1 6 \| 6 7 \| \| \| |                                                                         |                                                                         |              |     |     |  |
| |                                                                         |                                                                         | 1            | 2   | 3   |  |
| 1 | Stati Uniti (bandiera) · Kazakistan (bandiera)                          | Tommy Paul Michail Kukuškin                                             | 6 1          | 6 4 |     |  |
| 2 | Stati Uniti (bandiera) · Kazakistan (bandiera)                          | Taylor Fritz Aleksandr Bublik                                           | 7 6          | 1 6 | 6 3 |  |
| 3 | Stati Uniti (bandiera) · Kazakistan (bandiera)                          | Rajeev Ram / Jack Sock Aleksandr Bublik / Oleksandr Nedovjesov          | 1 6          | 6 7 |     |  |

#### Gran Bretagna vs. Paesi Bassi
| Gran Bretagna 1 | Emirates Arena, Glasgow, Regno Unito 16 settembre 2022 Cemento (indoor) | Emirates Arena, Glasgow, Regno Unito 16 settembre 2022 Cemento (indoor) | Paesi Bassi 2 |     |     |  |
| \| \| \| \| 1 \| 2 \| 3 \| \| \| - \| \| ------------------------------------------------------------- \| --- \| --- \| --- \| \| \| 1 \| \| Daniel Evans Tallon Griekspoor \| 6 4 \| 6 4 \| \| \| \| 2 \| \| Cameron Norrie Botic van de Zandschulp \| 4 6 \| 2 6 \| \| \| \| 3 \| \| Andy Murray / Joe Salisbury Wesley Koolhof / Matwé Middelkoop \| 6 7 \| 7 6 \| 3 6 \| \| |                                                                         |                                                                         |               |     |     |  |
| |                                                                         |                                                                         | 1             | 2   | 3   |  |
| 1 | Gran Bretagna (bandiera) · Paesi Bassi (bandiera)                       | Daniel Evans Tallon Griekspoor                                          | 6 4           | 6 4 |     |  |
| 2 | Gran Bretagna (bandiera) · Paesi Bassi (bandiera)                       | Cameron Norrie Botic van de Zandschulp                                  | 4 6           | 2 6 |     |  |
| 3 | Gran Bretagna (bandiera) · Paesi Bassi (bandiera)                       | Andy Murray / Joe Salisbury Wesley Koolhof / Matwé Middelkoop           | 6 7           | 7 6 | 3 6 |  |

#### Stati Uniti vs. Paesi Bassi
| Stati Uniti 1 | Emirates Arena, Glasgow, Regno Unito 17 settembre 2022 Cemento (indoor) | Emirates Arena, Glasgow, Regno Unito 17 settembre 2022 Cemento (indoor) | Paesi Bassi 2 |      |     |  |
| \| \| \| \| 1 \| 2 \| 3 \| \| \| - \| \| -------------------------------------------------------- \| --- \| ---- \| --- \| \| \| 1 \| \| Tommy Paul Tallon Griekspoor \| 5 7 \| 63 7 \| \| \| \| 2 \| \| Taylor Fritz Botic van de Zandschulp \| 4 6 \| 63 7 \| \| \| \| 3 \| \| Rajeev Ram / Jack Sock Wesley Koolhof / Matwé Middelkoop \| 4 6 \| 7 63 \| 6 4 \| \| |                                                                         |                                                                         |               |      |     |  |
| |                                                                         |                                                                         | 1             | 2    | 3   |  |
| 1 | Stati Uniti (bandiera) · Paesi Bassi (bandiera)                         | Tommy Paul Tallon Griekspoor                                            | 5 7           | 63 7 |     |  |
| 2 | Stati Uniti (bandiera) · Paesi Bassi (bandiera)                         | Taylor Fritz Botic van de Zandschulp                                    | 4 6           | 63 7 |     |  |
| 3 | Stati Uniti (bandiera) · Paesi Bassi (bandiera)                         | Rajeev Ram / Jack Sock Wesley Koolhof / Matwé Middelkoop                | 4 6           | 7 63 | 6 4 |  |

#### Gran Bretagna vs. Kazakistan
| Gran Bretagna 2 | Emirates Arena, Glasgow, Regno Unito 18 settembre 2022 Cemento (indoor) | Emirates Arena, Glasgow, Regno Unito 18 settembre 2022 Cemento (indoor) | Kazakistan 1 |      |      |  |
| \| \| \| \| 1 \| 2 \| 3 \| \| \| - \| \| -------------------------------------------------------------------- \| ---- \| ---- \| ---- \| \| \| 1 \| \| Andy Murray Dmitrij Popko \| 6 4 \| 6 3 \| \| \| \| 2 \| \| Cameron Norrie Aleksandr Bublik \| 4 6 \| 3 6 \| \| \| \| 3 \| \| Joe Salisbury / Neal Skupski Aleksandr Bublik / Oleksandr Nedovjesov \| 7 62 \| 69 7 \| 7 64 \| \| |                                                                         |                                                                         |              |      |      |  |
| |                                                                         |                                                                         | 1            | 2    | 3    |  |
| 1 | Gran Bretagna (bandiera) · Kazakistan (bandiera)                        | Andy Murray Dmitrij Popko                                               | 6 4          | 6 3  |      |  |
| 2 | Gran Bretagna (bandiera) · Kazakistan (bandiera)                        | Cameron Norrie Aleksandr Bublik                                         | 4 6          | 3 6  |      |  |
| 3 | Gran Bretagna (bandiera) · Kazakistan (bandiera)                        | Joe Salisbury / Neal Skupski Aleksandr Bublik / Oleksandr Nedovjesov    | 7 62         | 69 7 | 7 64 |  |

## Fase a eliminazione diretta

### Tabellone
|  | Quarti di finale | Quarti di finale | Quarti di finale |           |         | Semifinali | Semifinali | Semifinali |  |  | Finale | Finale | Finale |  |
|  |                  |                  |                  |           |         |            |            |            |  |  |        |        |        |  |
|  | 1                | Italia           | 2                |           |         |            |            |            |  |  |        |        |        |  |
|  | 1                | Italia           | 2                |           |         |            |            |            |  |  |        |        |        |  |
|  | 4                | Stati Uniti      | 1                |           |         |            |            |            |  |  |        |        |        |  |
|  | 4                | Stati Uniti      | 1                |           | Italia  | Italia     | 1          |            |  |  |        |        |        |  |
|  |                  |                  |                  |           | Italia  | Italia     | 1          |            |  |  |        |        |        |  |
|  |                  |                  | Canada           | Canada    | 2       |            |            |            |  |  |        |        |        |  |
|  | 5                | Germania         | Canada           | Canada    | 2       | 1          |            |            |  |  |        |        |        |  |
|  | 5                | Germania         |                  |           |         |            |            |            |  |  |        |        |        |  |
|  | 6                | Canada           | 2                |           |         |            |            |            |  |  |        |        |        |  |
|  | 6                | Canada           | 2                |           | Canada  | Canada     | 2          |            |  |  |        |        |        |  |
|  |                  |                  |                  |           |         |            |            |            |  |  |        |        |        |  |
|  |                  |                  | Australia        | Australia | 0       |            |            |            |  |  |        |        |        |  |
|  | 2                | Spagna           | Australia        | Australia | 0       | 0          |            |            |  |  |        |        |        |  |
|  | 2                | Spagna           |                  |           |         |            |            |            |  |  |        |        |        |  |
|  | 3                | Croazia          | 2                |           |         |            |            |            |  |  |        |        |        |  |
|  | 3                | Croazia          | 2                |           | Croazia | Croazia    | 1          |            |  |  |        |        |        |  |
|  |                  |                  |                  |           | Croazia | Croazia    | 1          |            |  |  |        |        |        |  |
|  |                  |                  | Australia        | Australia | 2       |            |            |            |  |  |        |        |        |  |
|  | 15               | Paesi Bassi      | Australia        | Australia | 2       | 0          |            |            |  |  |        |        |        |  |
|  | 15               | Paesi Bassi      |                  |           |         |            |            |            |  |  |        |        |        |  |
|  | 14               | Australia        | 2                |           |         |            |            |            |  |  |        |        |        |  |

### Quarti di finale

#### Italia vs. Stati Uniti
| Italia 2 | Palacio de Deportes José María Martín Carpena, Malaga, Spagna 24 novembre 2022 Cemento (indoor) | Palacio de Deportes José María Martín Carpena, Malaga, Spagna 24 novembre 2022 Cemento (indoor) | Stati Uniti 1 |      |   |  |
| \| \| \| \| 1 \| 2 \| 3 \| \| \| - \| \| ----------------------------------------------------- \| ---- \| ---- \| - \| \| \| 1 \| \| Lorenzo Sonego Frances Tiafoe \| 6 3 \| 7 67 \| \| \| \| 2 \| \| Lorenzo Musetti Taylor Fritz \| 68 7 \| 3 6 \| \| \| \| 3 \| \| Simone Bolelli / Fabio Fognini Tommy Paul / Jack Sock \| 6 4 \| 6 4 \| \| \| |                                                                                                 |                                                                                                 |               |      |   |  |
| |                                                                                                 |                                                                                                 | 1             | 2    | 3 |  |
| 1 | Italia (bandiera) · Stati Uniti (bandiera)                                                      | Lorenzo Sonego Frances Tiafoe                                                                   | 6 3           | 7 67 |   |  |
| 2 | Italia (bandiera) · Stati Uniti (bandiera)                                                      | Lorenzo Musetti Taylor Fritz                                                                    | 68 7          | 3 6  |   |  |
| 3 | Italia (bandiera) · Stati Uniti (bandiera)                                                      | Simone Bolelli / Fabio Fognini Tommy Paul / Jack Sock                                           | 6 4           | 6 4  |   |  |

#### Germania vs. Canada
| Germania 1 | Palacio de Deportes José María Martín Carpena, Malaga, Spagna 24 novembre 2022 Cemento (indoor) | Palacio de Deportes José María Martín Carpena, Malaga, Spagna 24 novembre 2022 Cemento (indoor) | Canada 2 |     |      |  |
| \| \| \| \| 1 \| 2 \| 3 \| \| \| - \| \| ----------------------------------------------------------- \| ---- \| --- \| ---- \| \| \| 1 \| \| Jan-Lennard Struff Denis Shapovalov \| 6 3 \| 4 6 \| 7 62 \| \| \| 2 \| \| Oscar Otte Félix Auger-Aliassime \| 61 7 \| 4 6 \| \| \| \| 3 \| \| Kevin Krawietz / Tim Pütz Vasek Pospisil / Denis Shapovalov \| 6 2 \| 3 6 \| 3 6 \| \| |                                                                                                 |                                                                                                 |          |     |      |  |
| |                                                                                                 |                                                                                                 | 1        | 2   | 3    |  |
| 1 | Germania (bandiera) · Canada (bandiera)                                                         | Jan-Lennard Struff Denis Shapovalov                                                             | 6 3      | 4 6 | 7 62 |  |
| 2 | Germania (bandiera) · Canada (bandiera)                                                         | Oscar Otte Félix Auger-Aliassime                                                                | 61 7     | 4 6 |      |  |
| 3 | Germania (bandiera) · Canada (bandiera)                                                         | Kevin Krawietz / Tim Pütz Vasek Pospisil / Denis Shapovalov                                     | 6 2      | 3 6 | 3 6  |  |

#### Spagna vs. Croazia
| Spagna 0 | Palacio de Deportes José María Martín Carpena, Malaga, Spagna 23 novembre 2022 Cemento (indoor) | Palacio de Deportes José María Martín Carpena, Malaga, Spagna 23 novembre 2022 Cemento (indoor) | Croazia 2 |      |      |             |
| \| \| \| \| 1 \| 2 \| 3 \| \| \| - \| \| ------------------------------------------------------------------ \| --- \| ---- \| ---- \| ----------- \| \| 1 \| \| Roberto Bautista Agut Borna Ćorić \| 4 6 \| 64 7 \| \| \| \| 2 \| \| Pablo Carreño Busta Marin Čilić \| 7 5 \| 3 6 \| 65 7 \| \| \| 3 \| \| Pablo Carreño Busta / Marcel Granollers Nikola Mektić / Mate Pavić \| \| \| \| non giocato \| |                                                                                                 |                                                                                                 |           |      |      |             |
| |                                                                                                 |                                                                                                 | 1         | 2    | 3    |             |
| 1 | Spagna (bandiera) · Croazia (bandiera)                                                          | Roberto Bautista Agut Borna Ćorić                                                               | 4 6       | 64 7 |      |             |
| 2 | Spagna (bandiera) · Croazia (bandiera)                                                          | Pablo Carreño Busta Marin Čilić                                                                 | 7 5       | 3 6  | 65 7 |             |
| 3 | Spagna (bandiera) · Croazia (bandiera)                                                          | Pablo Carreño Busta / Marcel Granollers Nikola Mektić / Mate Pavić                              |           |      |      | non giocato |

#### Paesi Bassi vs. Australia
| Paesi Bassi 0 | Palacio de Deportes José María Martín Carpena, Malaga, Spagna 22 novembre 2022 Cemento (indoor) | Palacio de Deportes José María Martín Carpena, Malaga, Spagna 22 novembre 2022 Cemento (indoor) | Australia 2 |     |     |             |
| \| \| \| \| 1 \| 2 \| 3 \| \| \| - \| \| ------------------------------------------------------------- \| --- \| --- \| --- \| ----------- \| \| 1 \| \| Tallon Griekspoor Jordan Thompson \| 6 4 \| 5 7 \| 3 6 \| \| \| 2 \| \| Botic van de Zandschulp Alex de Minaur \| 7 5 \| 3 6 \| 4 6 \| \| \| 3 \| \| Wesley Koolhof / Matwé Middelkoop Matthew Ebden / Max Purcell \| \| \| \| non giocato \| |                                                                                                 |                                                                                                 |             |     |     |             |
| |                                                                                                 |                                                                                                 | 1           | 2   | 3   |             |
| 1 | Paesi Bassi (bandiera) · Australia (bandiera)                                                   | Tallon Griekspoor Jordan Thompson                                                               | 6 4         | 5 7 | 3 6 |             |
| 2 | Paesi Bassi (bandiera) · Australia (bandiera)                                                   | Botic van de Zandschulp Alex de Minaur                                                          | 7 5         | 3 6 | 4 6 |             |
| 3 | Paesi Bassi (bandiera) · Australia (bandiera)                                                   | Wesley Koolhof / Matwé Middelkoop Matthew Ebden / Max Purcell                                   |             |     |     | non giocato |

### Semifinali

#### Italia vs. Canada
| Italia 1 | Palacio de Deportes José María Martín Carpena, Malaga, Spagna 26 novembre 2022 Cemento (indoor) | Palacio de Deportes José María Martín Carpena, Malaga, Spagna 26 novembre 2022 Cemento (indoor) | Canada 2 |      |     |  |
| \| \| \| \| 1 \| 2 \| 3 \| \| \| - \| \| ------------------------------------------------------------------------ \| ---- \| ---- \| --- \| \| \| 1 \| \| Lorenzo Sonego Denis Shapovalov \| 7 64 \| 65 7 \| 6 4 \| \| \| 2 \| \| Lorenzo Musetti Félix Auger-Aliassime \| 3 6 \| 4 6 \| \| \| \| 3 \| \| Matteo Berrettini / Fabio Fognini Félix Auger-Aliassime / Vasek Pospisil \| 62 7 \| 5 7 \| \| \| |                                                                                                 |                                                                                                 |          |      |     |  |
| |                                                                                                 |                                                                                                 | 1        | 2    | 3   |  |
| 1 | Italia (bandiera) · Canada (bandiera)                                                           | Lorenzo Sonego Denis Shapovalov                                                                 | 7 64     | 65 7 | 6 4 |  |
| 2 | Italia (bandiera) · Canada (bandiera)                                                           | Lorenzo Musetti Félix Auger-Aliassime                                                           | 3 6      | 4 6  |     |  |
| 3 | Italia (bandiera) · Canada (bandiera)                                                           | Matteo Berrettini / Fabio Fognini Félix Auger-Aliassime / Vasek Pospisil                        | 62 7     | 5 7  |     |  |

#### Croazia vs. Australia
| Croazia 1 | Palacio de Deportes José María Martín Carpena, Malaga, Spagna 25 novembre 2022 Cemento (indoor) | Palacio de Deportes José María Martín Carpena, Malaga, Spagna 25 novembre 2022 Cemento (indoor) | Australia 2 |     |     |  |
| \| \| \| \| 1 \| 2 \| 3 \| \| \| - \| \| -------------------------------------------------------- \| ---- \| --- \| --- \| \| \| 1 \| \| Borna Ćorić Thanasi Kokkinakis \| 6 4 \| 6 3 \| \| \| \| 2 \| \| Marin Čilić Alex de Minaur \| 2 6 \| 2 6 \| \| \| \| 3 \| \| Nikola Mektić / Mate Pavić Max Purcell / Jordan Thompson \| 7 63 \| 5 7 \| 4 6 \| \| |                                                                                                 |                                                                                                 |             |     |     |  |
| |                                                                                                 |                                                                                                 | 1           | 2   | 3   |  |
| 1 | Croazia (bandiera) · Australia (bandiera)                                                       | Borna Ćorić Thanasi Kokkinakis                                                                  | 6 4         | 6 3 |     |  |
| 2 | Croazia (bandiera) · Australia (bandiera)                                                       | Marin Čilić Alex de Minaur                                                                      | 2 6         | 2 6 |     |  |
| 3 | Croazia (bandiera) · Australia (bandiera)                                                       | Nikola Mektić / Mate Pavić Max Purcell / Jordan Thompson                                        | 7 63        | 5 7 | 4 6 |  |

### Finale

#### Canada vs. Australia
| Canada 2 | Palacio de Deportes José María Martín Carpena, Malaga, Spagna 27 novembre 2022 Cemento (indoor) | Palacio de Deportes José María Martín Carpena, Malaga, Spagna 27 novembre 2022 Cemento (indoor) | Australia 0 |     |   |             |
| \| \| \| \| 1 \| 2 \| 3 \| \| \| - \| \| -------------------------------------------------------------------- \| --- \| --- \| - \| ----------- \| \| 1 \| \| Denis Shapovalov Thanasi Kokkinakis \| 6 2 \| 6 4 \| \| \| \| 2 \| \| Félix Auger-Aliassime Alex de Minaur \| 6 3 \| 6 4 \| \| \| \| 3 \| \| Félix Auger-Aliassime / Vasek Pospisil Max Purcell / Jordan Thompson \| \| \| \| non giocato \| |                                                                                                 |                                                                                                 |             |     |   |             |
| |                                                                                                 |                                                                                                 | 1           | 2   | 3 |             |
| 1 | Canada (bandiera) · Australia (bandiera)                                                        | Denis Shapovalov Thanasi Kokkinakis                                                             | 6 2         | 6 4 |   |             |
| 2 | Canada (bandiera) · Australia (bandiera)                                                        | Félix Auger-Aliassime Alex de Minaur                                                            | 6 3         | 6 4 |   |             |
| 3 | Canada (bandiera) · Australia (bandiera)                                                        | Félix Auger-Aliassime / Vasek Pospisil Max Purcell / Jordan Thompson                            |             |     |   | non giocato |